# Girolamo Savonarola

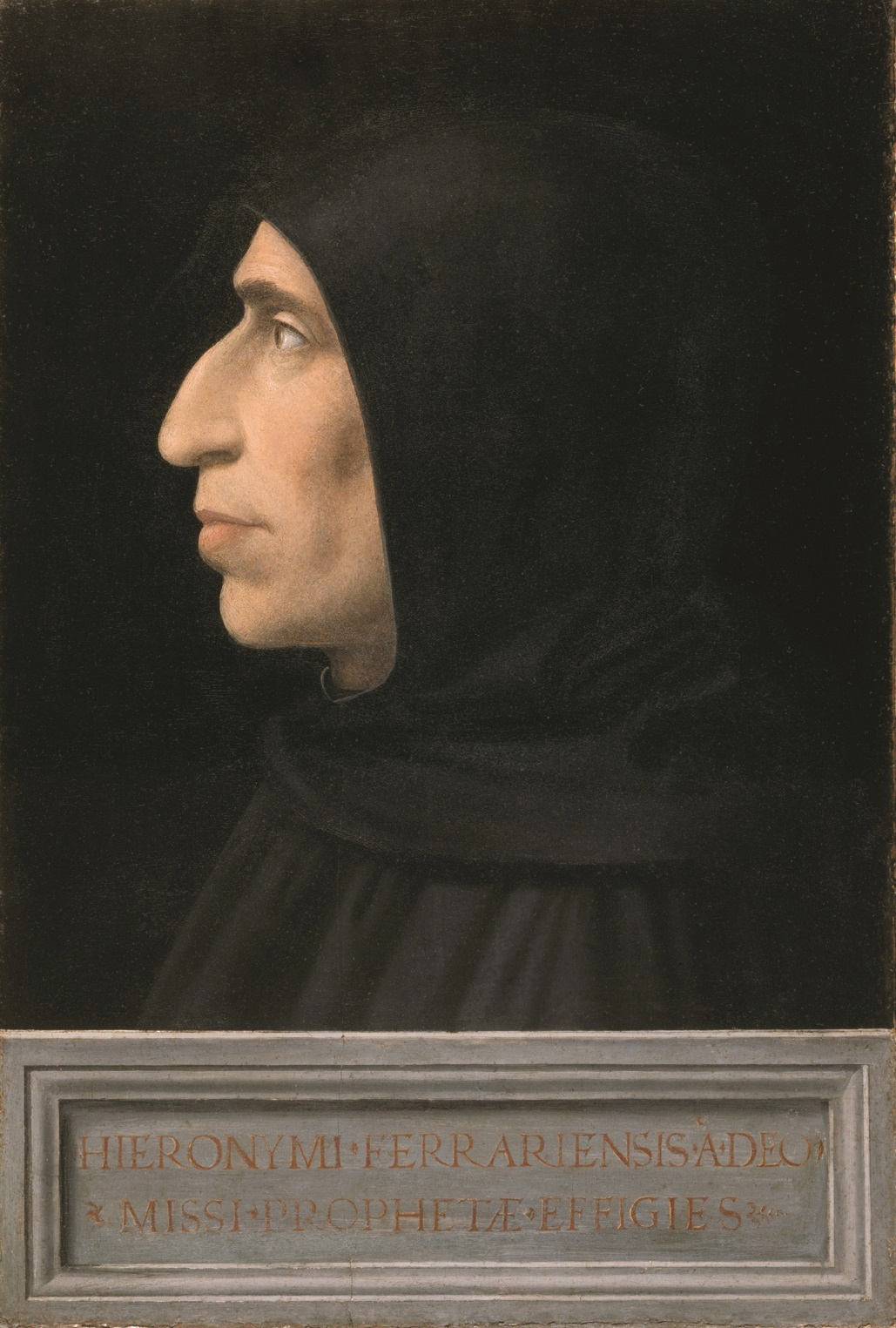
Girolamo Savonarola, Bildnis von Fra Bartolommeo, ca. 1498

Girolamo Maria Francesco Matteo Savonarola (lateinisch Hieronymus Savonarola; * 21. September 1452 in Ferrara; † 23. Mai 1498 in Florenz) war ein italienischer Dominikaner, Bußprediger und Kirchenreformator. Er erregte mit seiner sich verschärfenden Fundamentalkritik an der Kirche Aufsehen und war nach dem Sturz der De-Facto-Herrschaft der Medici in der Republik Florenz von 1494 bis 1498 der geistliche Führer der Partei der Frateschi. In dieser Funktion verteidigte Savonarola eine breite politische Teilhabe gegen das Streben der Oligarchie und zur Einhegung der Herrschaft.

## Leben
Savonarola wurde als drittes von insgesamt sieben Kindern (zwei Töchtern und fünf Söhnen) des später verarmten Bankiers und Geschäftsmanns Niccolò Savonarola und dessen Ehefrau Elena Bonacolsi (oder Bonacossi) aus Mantua geboren. Zunächst erwarb Savonarola den akademischen Grad eines Magister artium, um dann mit dem Studium der Medizin zu beginnen, so wie zuvor sein Großvater väterlicherseits Giovanni Michele Savonarola, der ihn in seinen frühen Jahren persönlich förderte. Das elterliche Haus in Ferrara grenzte an das der Familie Strozzi; ein zurückgewiesener Heiratsantrag an die Laodomia Strozzi gilt als wahrscheinlich. Mit 22 Jahren brach Savonarola das Medizinstudium ab und trat am 24. April 1475 in das Dominikanerkloster San Domenico von Bologna ein, um „nicht wie ein Tier unter Schweinen, sondern als vernünftiger Mensch“ zu leben.
Hier in Bologna legte er das Studium generale seines Ordens ab. Am 1. Mai 1477 empfing er das Weihesakrament als Diakon. Hiernach wirkte Savonarola als Prediger. Seinem ersten Auftreten als Bußprediger war zunächst wenig Erfolg beschieden, was sich jedoch schnell änderte. Ab dem Jahre 1479 war er zwei Jahre lang Novizenmeister im Dominikanerkloster zu Ferrara. In einer Generalversammlung der lombardischen Dominikanerkongregation berief man ihn im Frühjahr 1482 zum Lektor in das Florentiner Kloster San Marco, wo er die Heilige Schrift vorlas und in der Predigt auslegte. Savonarola entwickelte sich zu einem gesuchten Prediger, der eine grundlegende Kirchenreform forderte. Ab 1484 führten Privatoffenbarungen, insbesondere während seines Fastens in den Jahren 1485 und 1486, zu Veränderungen seines geistlichen Lebens; so hatten seine in San Gimignano gehaltenen Predigten ein zunehmend endzeitliches Gepräge. 1487 wurde Savonarola aus Florenz abberufen. Er setzte später sein Predigtwerk in verschiedenen oberitalienischen Städten fort. Seine flammenden Reden gegen die Verkommenheit der herrschenden Schichten wurden von großen Teilen des Volks bejubelt. Die Massenwirkung, die er schließlich in Norditalien erzielte, wird oft mit der des Predigers Hans Böhm verglichen, der 1476 in Franken mit sozialrevolutionären Thesen ähnliche Anziehungskraft ausübte.
Zuvor wurde Savonarola im Bologneser Dominikanerkloster zum Magister studiorum ernannt. Hiernach übernahm er dort eine einjährige theologische Unterrichtstätigkeit. Es folgten Predigerämter in Modena, Piacenza, Brescia und Genua.

### Die Medici
1490 wurde Savonarola auf Bitten Lorenzo de’ Medicis wiederum als Lektor nach Florenz entsandt. Im Kloster San Marco lehrte er zuerst Logik und später auch die Auslegung einzelner Bücher der Heiligen Schrift. Im Juli 1491 ernannte man ihn zum Prior. In seiner Funktion als Ordensvorsteher strebte er eine Loslösung des Konvents aus der lombardischen Kongregation sowie eine eigene toskanische Kongregation an, um das Klosterleben zu reformieren. So sollte die Ordensregel wieder in der ursprünglichen Strenge eingehalten werden. Auch das Gelübde der Armut hätte nach Savonarolas Ansicht mit mehr Ernst gelebt werden sollen, um den Predigerorden zum Werkzeug für die christliche Erneuerung Italiens werden zu lassen. Seine Schriften verfasste er nicht nur in lateinischer Sprache, sondern auch in der italienischen Volkssprache.
Nicht nur kirchliche Missstände, sondern auch Reichtum, ungerechte Herrschaft und die Ausrichtung des zeitgenössischen Renaissance-Humanismus an Idealen der Antike prangerte er an. Gleichwohl blieben die Medici ihm wohlgesinnt, und Lorenzos Sohn Piero hatte maßgeblich Savonarolas Wahl zum Prior von San Marco unterstützt.
Dem Sohn Piero di Lorenzo de’ Medici fehlten jedoch die politisch-administrativen Qualitäten seines Vaters Lorenzo de’ Medici, was im historischen Rückblick zu einer Reihe politischer Fehler der Familie Medici führte. Als Karl VIII. von Frankreich nach Italien kam, um das Königreich Neapel (Krone von Aragonien) zu erobern, entschied sich Piero, die Aragonesen zu unterstützen, obwohl die Sympathien des Volks dem französischen König galten. Als Karl auf Florentiner Territorium eintraf und Sarzana besetzte, ging Piero in sein Lager und bat ihn um Vergebung. Der König verlangte die Abtretung Pisas, Livornos und anderer Städte, was Piero gestattete. Bei seiner Rückkehr nach Florenz am 8. November 1494 fand Piero die Opposition gestärkt und seine Popularität gesunken, insbesondere als die Nachricht von den skandalösen Abtretungen an Karl bekannt wurde. Ihm wurde in der Folge der Zugang zum Palazzo Medici Riccardi verwehrt; er floh mit einer kleinen Eskorte aus Florenz. Am selben Tag erhob sich Pisa gegen die Florentiner und wurde von Karl besetzt.
Dass Savonarola in kleinem Kreis mit dem 25. Juli 1492 das Sterbedatum Papst Innozenz’ VIII. zutreffend voraussagte, könnte Savonarolas späteres Ansehen als „Prophet“ gefördert haben. Zum Verhängnis wurden Savonarola allerdings die offene Unterstützung König Karls VIII. von Frankreich und sein Kampf gegen Papst Alexander VI., der wesentlich machtbewusster handelte als sein Vorgänger Innozenz VIII. Eschatologische Auslegungen bemühend, wie sie zeittypisch waren, sagte er in Karl VIII. den „neuen Kyros“ voraus, der das Ende des Zeitalters Karls des Großen und den Beginn des Endkampfes einläuten werde. Noch konkreter gefasst, war Karl VIII. für ihn Heilsbringer, aber auch Geißel Italiens und der Kirche.

### Karl VIII. von Frankreich und die Situation von Florenz in Italien – 1494 bis 1498
Savonarola predigte in den Tagen vor dem Eintreffen Karls VIII. und suchte den König sogar persönlich auf. Dennoch war er bis zum Dezember 1494 nur begleitende Figur. Als die Oligarchie eine Reform durchgesetzt hatte, war er gefragt: Angeblich stieg er auf Anraten von Paolantonio di Maso Soderini auf die Kanzel und predigte für eine Volksregierung. Als sie durchzusetzen und der verbliebene Widerstand der Oligarchen zu brechen war, war der Ordensbruder ein gewaltiges Sprachrohr.

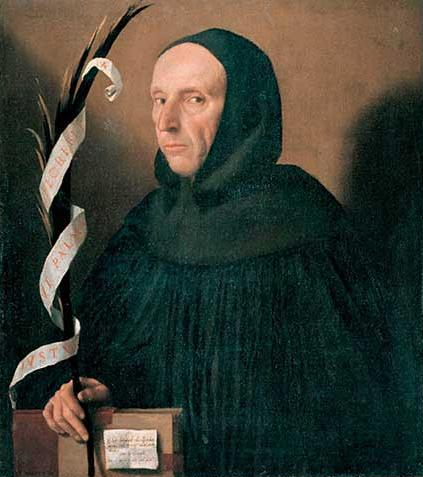
Alessandro Moretto: Girolamo Savonarola, 1524

Es ist umstritten, ob Savonarola ein politisches Konzept bereits besessen hatte oder ob er, in die Verantwortung berufen, improvisierte. Jedenfalls war das Vorbild für die Reform die Ordnung der Republik Venedig, an deren Basis eine mehrtausendköpfige Ratsversammlung stand. Allerdings entbehrte Florenz der Entsprechung zu dem auf Lebenszeit besetzten Doganat, indem weiterhin ein Gonfaloniere della Giustizia in zweimonatigem Turnus amtierte. Ebenso fehlte eine Gewalt, welche den Rat der Achtzig mit der Kompetenz ausgestattet hätte, die auf dem Rialto die Deliberative und die Tagespolitik sicherstellte. Im Ausgang geriet Florenz innen- und außenpolitisch in ein ungeordnetes, führerloses und kostspieliges Chaos.
Karls Feldzug geriet letztlich zum Fiasko, da er nach der triumphalen Einnahme Neapels Italien wieder verließ und Neapel bald danach wieder verlorenging (siehe Italienische Kriege). Für Florenz indes tat sich eine Falle auf: Um die Republik herum kehrten die Kommunen und Fürstenstaaten in ihren alten Herrschaftszustand zurück. Dass die Stadt am Arno in der Partei der Franzosen verblieb, war hingegen Anlass für ihre Isolation durch die sogenannte Heilige Liga von Venedig (1495). Letztere versuchte folgerichtig, die Medici zurückzuführen, um auch Florenz wieder aus der französischen Gefolgschaft zu lösen.
Die Festigkeit der Parteinahme war aus der Wechselwirkung zwischen den Entwicklungen in Florenz und der politischen Lage in Italien zu erklären. Mit einer gewissen Vereinfachung lassen sich Gegensatzpaare aufstellen: Savonarola predigte mit den zu ihm haltenden Dominikanern in Florenz für Frankreich und auf das Drängen der entsprechenden Partei der Frateschi für die Volksregierung. Die Gegner aus dem zurückgesetzten Teil der Oligarchie schickten den Franziskaner Domenico da Ponzo gegen Savonarola in den Wettstreit auf den Kanzeln, ließen für die Heilige Liga predigen und wünschten die Bestrafung durch Papst Alexander VI. Dieser war Bundesgenosse der Heiligen Liga und knüpfte offenkundig seine Entscheidungen in Savonarola betreffenden Fragen und Vorladungen an das Interesse eines politischen Umsturzes in Florenz.

### Fegefeuer der Eitelkeiten
Im Jahre 1495 untersagte Papst Alexander VI. Savonarola, weiterhin zu predigen. Für kurze Zeit hielt dieser sich auch daran, prangerte aber bald wieder die Missstände in der Kirche an. Anfang Februar 1497 ließ Savonarola große Scharen von Jugendlichen und Kindern („Fanciulli“) durch Florenz ziehen, die „im Namen Christi“ alles beschlagnahmten, was als Symbol für die Verkommenheit der Menschen gedeutet werden konnte. Dazu zählten nicht nur heidnische Schriften (oder solche, die von Savonarola dazu gezählt wurden) oder pornographische Bilder, sondern auch Gemälde, Schmuck, Kosmetika, Spiegel, weltliche Musikinstrumente und -noten, Spielkarten, aufwendig gefertigte Möbel oder teure Kleidungsstücke. Teilweise lieferten die Besitzer diese Dinge auch selbst ab, sei es aus tatsächlicher Reue oder aus Angst vor Repressalien. Am 7. Februar 1497 und am 17. Februar 1498 wurden all diese Gegenstände auf einem riesigen Scheiterhaufen auf der Piazza della Signoria verbrannt. Der Maler Sandro Botticelli warf einige seiner Bilder selbst in die Flammen. Nicht alle, auch nicht alle Ordensleute und Kleriker, unterstützten diese Verbrennungsaktionen. Vor allem die Franziskaner von Santa Croce und die Dominikaner von Santa Maria Novella kritisierten das Vorgehen Savonarolas. Die Franziskaner unter Domenico da Ponzo standen auf Seiten der Gegner Savonarolas und pflegten ohnedies gegen ihn zu predigen.
Während seiner kurzen Herrschaft avancierte er zum Prototyp eines Diktators der Moral, dem später Reformatoren wie Johannes Calvin und Revolutionäre wie Maximilien Robespierre folgen sollten.

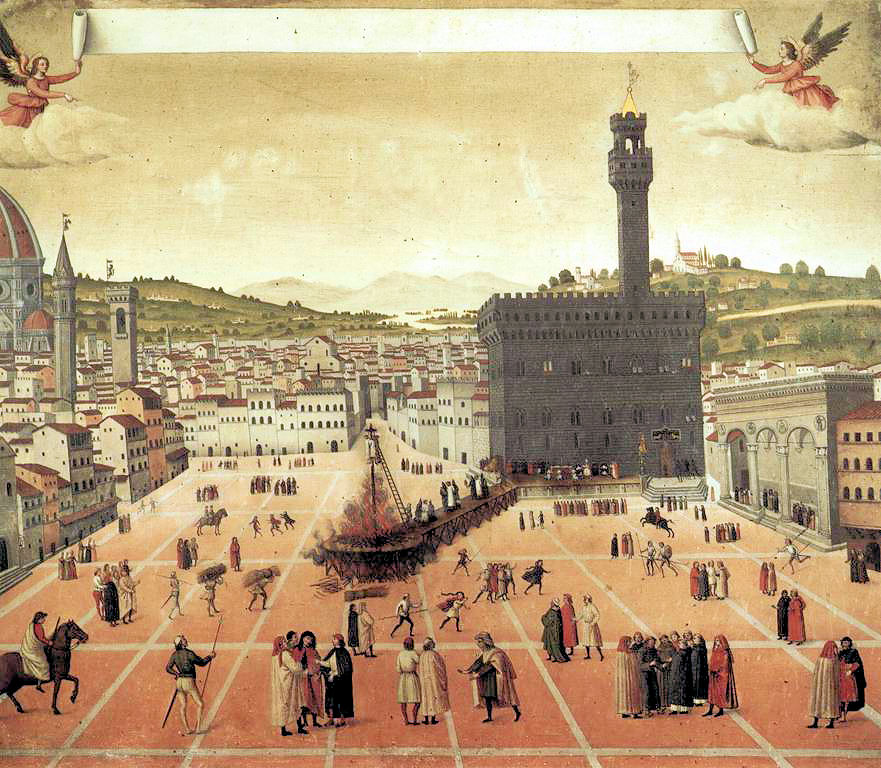
Die Hinrichtung Savonarolas auf der Piazza della Signoria

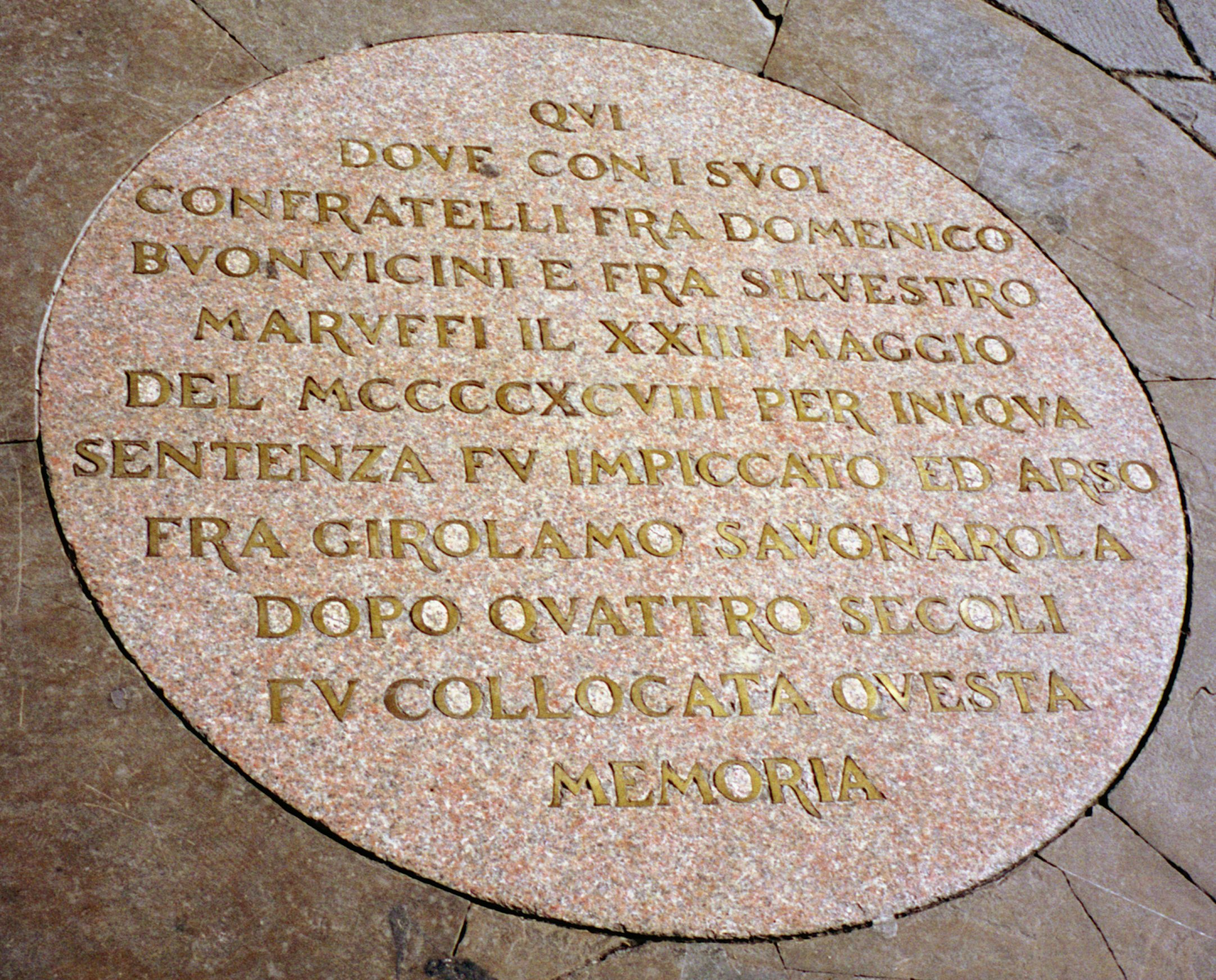
Eine in den Boden eingelassene Marmortafel markiert die Stelle der Hinrichtung der drei Personen

### Tod
Ohne den Rückhalt König Karls, aber auch aufgrund der Opposition der alten Eliten sowie der Franziskaner und einiger Dominikaner kam es in Florenz schließlich zu einem Stimmungswandel, so dass Savonarolas Anhänger bei den städtischen Wahlen zur Signoria im Frühjahr 1498 die Mehrheit verfehlten. Bereits am 13. Mai 1497 war Savonarola von Papst Alexander VI. als „Häretiker, Schismatiker und Verächter des Heiligen Stuhls“ exkommuniziert worden. Als der Papst vom Magistrat der Stadt unter Androhung des Interdikts für die ganze florentinische Republik forderte, den Bußprediger gefangen zu nehmen, und eine von Savonarola angekündigte und vom Volk erwartete Feuerprobe durch feindliche Ordensleute und politische Gegner verhindert wurde, schleppte die aufgebrachte Menge Savonarola aus dem Kloster. Er wurde eingekerkert, gefoltert und zum Tod verurteilt, nachdem er die ihm zur Last gelegten Verfehlungen gestanden hatte. Vor seiner Hinrichtung widerrief er seine Geständnisse, doch man fälschte seine Prozessakte diesbezüglich. Savonarola wurde schließlich auf der Piazza della Signoria mit zwei Mitbrüdern (Domenico Buonvicini und Silvestro Maruffi) vor einer großen Menschenmenge zunächst gehängt und dann verbrannt. Dies geschah auf demselben Platz, auf dem er zuvor das „Fegefeuer der Eitelkeiten“ hatte veranstalten lassen. Da einige Frauen versuchten, Knochen als Reliquien mitzunehmen, wurde die Piazza gesperrt und am nächsten Tag Savonarolas Asche in den Fluss Arno geworfen.
Die Partei der Frateschi stieg wieder auf, als Ludwig XII. von Frankreich 1498/99, wenige Wochen nach Savonarolas Tod, einen Italienzug ankündigte und 1499/1500 durchführte. Die in den Grundzügen von Savonarola geschaffene Volksregierung behauptete sich daher bis 1512 durch französische Protektion.

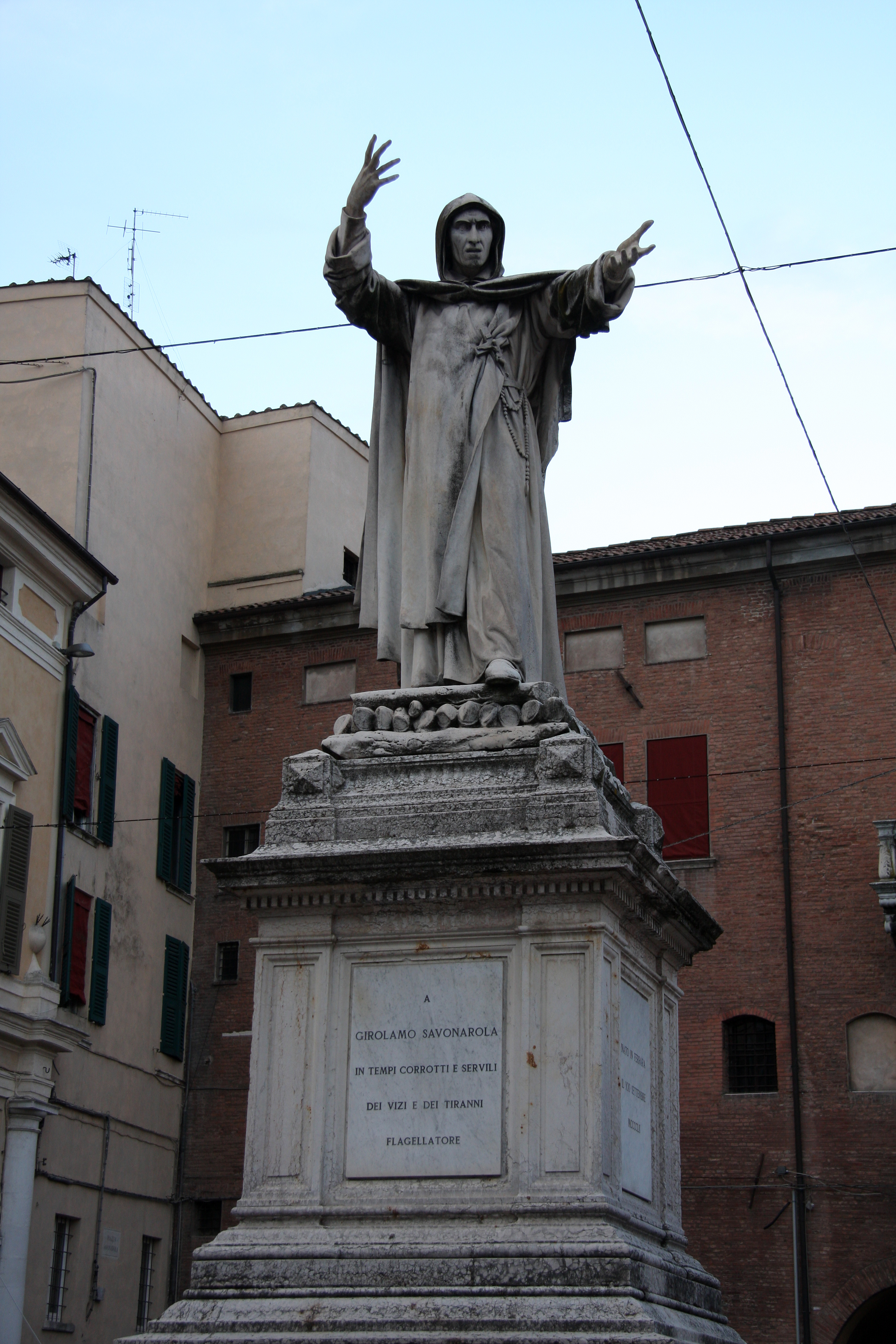
Savonarola-Denkmal in Ferrara von Stefano Galletti, 1875: „Für Savonarola in korrupten und unterwürfigen Zeiten der Laster und geißelnden Tyrannen“

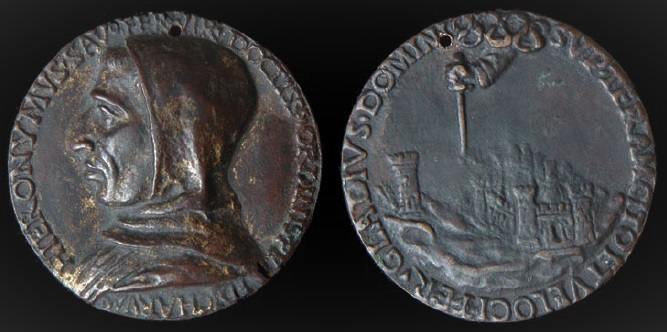
Medaille mit einem Bildnis Savonarolas von Niccolò di Forzore Spinelli (1430–1514)

## Verehrung
Die Evangelische Kirche in Deutschland gedenkt Savonarolas als Märtyrer der Kirche am 23. Mai im Evangelischen Namenkalender. Der Augustiner Martin Luther schrieb im Jahre 1523 einen Prolog zu Savonarolas lateinischer Ausgabe Meditatio pia et erudita H. Savonarolae a Papa exusti super psalmos Miserere mei, et In te Domine speravi – Savonarola hatte sie 1498 in seiner Gefangenschaft verfasst. Darin betitelte Luther Savonarola als „heiligen Mann“. Der lutherische Theologe Cyriacus Spangenberg beschrieb 1556 erstmals in deutscher Sprache eine ausführliche Lebensgeschichte Savonarolas (Historia vom Leben, Lere und Tode Hieronymi Savonarole. Anno 1498 in Florentz verbrand) und sah in ihm einen vorlutherischen Reformator. Philipp Neri, der bei den Dominikanern von San Marco zur Schule ging, verehrte Savonarola wie einen Heiligen.
In der römisch-katholischen Kirche leitete Papst Johannes Paul II. am 23. Mai 1998 auf Betreiben des Erzbischofs von Florenz ein Seligsprechungsverfahren ein.

## Savonarola in der Literatur
Niccolò Machiavelli zufolge, der auf Bitten des florentinischen Gesandten in Rom, Ricciardo Becchi, den späten und aufrührerischen Predigten von Savonarola am 1. und 2. März 1498 in San Marco lauschte, habe Savonarola einen Bildersturm gepredigt und die Verhetzung von Kindern betrieben, die ihre Eltern denunzieren sollten, wobei er einen derart demagogischen Eifer an den Tag legte, dass Machiavelli, der als ziemlich tolerant galt, ihm religiös-idealistische Verblendung vorwarf. Zudem sah Machiavelli keinen Sinn in der Zerstörung schöner und wertvoller Sachen, sondern im späten Wirken von Savonarola nur Destruktives. Die Entscheidung, ein gottgefälliges Leben in Armut zuzubringen, sei nur für jeden Gläubigen selbst zu verantworten und rechtfertige keinerlei Übergriffe auf Mitbürger und deren Eigentum. Das große Feuer der Eitelkeiten führe nur zu Exzessen von Neid und Missgunst. Zudem sei Savonarola keiner mäßigenden „Stimme der Vernunft“ zugänglich – sei sie weltlicher oder kirchlicher Herkunft. Die extremistischen Eigenmächtigkeiten seiner Lehre (etwa die Erklärung, der Besitz schöner Dinge sei automatisch „verkommen“) und die daraus motivierten Übergriffe führten letztendlich zu Savonarolas Untergang.Ref?
Ein „fratzenhaftes, fantastisches Ungeheur“ befand Johann Wolfgang von Goethe. John Stuart Mill sah in Savonarola einen Vorläufer der Reformation, der wie zuvor Arnold von Brescia und Fra Dolcino scheiterte. Für Giuseppe Mazzini dagegen war Savonarola gleichzeitig Reformator und politischer Revolutionär, der sich hierdurch von Luther unterscheide. 1837 erschien Nikolaus Lenaus episches Gedicht Savonarola, in dem der Ordensmann als Streiter für den rechten Glauben und Vertreter einer geistigen, lebensfeindlichen Welt gezeichnet ist. Im 1862/1863 erschienenen epischen Historienroman Romola von George Eliot ist Savonarola eine der beiden männlichen Hauptpersonen; dies ist die bis heute umfangreichste Darstellung Savonarolas in der Belletristik. Von Thomas Mann wurde die ihn schon vor 1900 interessierende Gestalt Savonarolas literarisch indirekt in seiner frühen Erzählung Gladius Dei (1902) und direkt in seinem einzigen Theaterstück Fiorenza (1905) verarbeitet. Auch in anderen Romanen wird Savonarola erwähnt, darunter Borgia von Klabund, Die Puppenspieler von Tanja Kinkel, Labyrinth der unerhörten Liebe von Gabriele Göbel, Der Fall von Albert Camus und Wir sind das Salz von Florenz von Tilman Röhrig.
Der Komponist Ferdinand Pfohl schrieb eine sinfonische Dichtung Savonarola. Der Kodály-Schüler Rezső Sugár komponierte ein Oratorium Savonarola.
Savonarola ist ein (Neben-)Antagonist im Computerspiel Assassin’s Creed II, welches zu seinen Lebzeiten spielt.

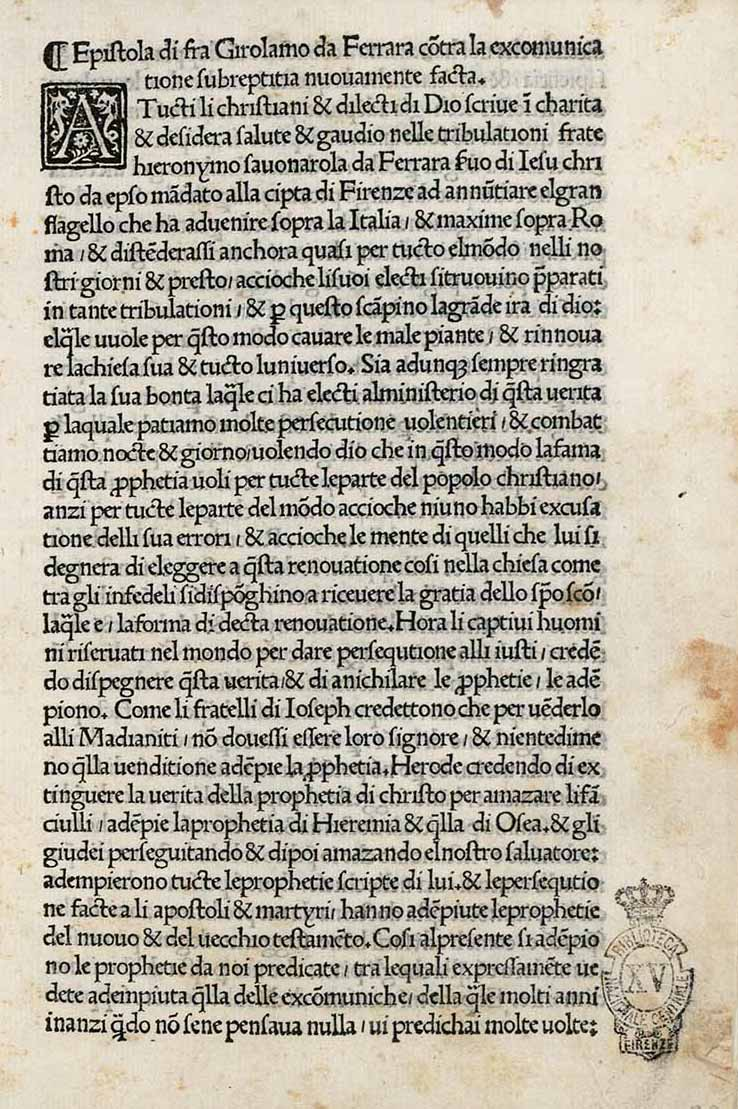
Epistola contra sententiam excommunicationis (1497)

## Schriften
- Epistola contra sententiam excommunicationis. Bartolomeo de’ Libri, Florenz 1497 (Latein, beic.it).
- Expositio in septem gradus Bonaventurae. Bartolomeo de’ Libri, Florenz 1497 (Latein, beic.it).
- Expositio super tribus versibus psalmi XXX scilicet In te domine speravi (Einheitssachtitel: Expositio in psalmum XXX: In te domine speravi). Theodor Martinus, Antverpiae ca. 1502, Inkunabel Digitalisat.

## Ausgaben
- Lorenza Tromboni (Hrsg.): Inter omnes Plato et Aristoteles: Gli appunti filosofici di Girolamo Savonarola. Fédération Internationale des Instituts d'Études Médiévales, Porto 2012, ISBN 978-2-503-54803-6 (kritische Edition).
- Marian Michèle Mulchahey (Hrsg.): Girolamo Savonarola: Apologetic Writings (= The I Tatti Renaissance Library, Band 68). Harvard University Press, Cambridge (Massachusetts) 2015, ISBN 978-0-674-05498-1. (Lateinischer Text und englische Übersetzung von sieben Briefen Girolamos sowie seiner Schriften Apologeticum fratrum Congregationis Sancti Marci und De veritate prophetica Dyalogus)

## Belletristik
- Nikolaus Lenau: Savonarola. Stuttgart 1837.
- George Eliot: Romola. Historischer Roman aus dem Florenz der Renaissance. Bastei Lübbe,  Bergisch Gladbach 1998 [gekürzt], ISBN 3-404-14174-1. (Englische Erstausgabe als Zeitschriftenabdruck, London 1862–1863. Erste Buchausgabe in drei Bänden, London 1863.)
- Bernhard Herrmann: Savonarola im Feuer. Trauerspiel. Königsberg 1909.
- Georg Rendl: Savonarola. Schauspiel. Salzburg 1957.
- Gabriele Göbel: Labyrinth der unerhörten Liebe. S. Fischer, Frankfurt am Main 1993, ISBN 3-7466-1905-X.
- Tilman Röhrig: Wir sind das Salz von Florenz. Bastei-Lübbe, Köln 2002, ISBN 3-7857-2094-7.
- Tanja Kinkel: Die Puppenspieler. Goldmann, München 2003, ISBN 3-442-45673-8.
- Sarah Dunant: Das Zeichen der Venus. Lübbe, Bergisch Gladbach 2004, ISBN 3-404-92212-3.
- Ian Caldwell und Dustin Thomason: Das letzte Geheimnis. Bastei-Lübbe, Köln 2006, ISBN 3-7857-2153-6.